# François Gagnepain
François Gagnepain (1866 - 1952 ) fue un botánico y explorador francés. Fue director honorario del Museo Nacional de Historia Natural de Francia, de París.
Trabajó con floras de China y de Francia.
- La abreviatura «Gagnep.» se emplea para indicar a François Gagnepain como autoridad en la descripción y clasificación científica de los vegetales.[1]

## Publicaciones
- Topographie botanique des environs de Cercy-la-Tour (Nièvre), Société d'histoire naturelle d'Autun, 1900
- Contributions à la flore de l'Asie orientale, 1905, en collaboration avec Achille Finet

## Honores

### Eponimia
Género
- (Zingiberaceae) Gagnepainia K.Schum.[2]

Especies
- (Araceae) Typhonium gagnepainii J.Murata & Sookch.[3]

- (Lythraceae) Lagerstroemia gagnepainii Furtado & Montien[4]

- (Malvaceae) Hibiscus gagnepainii Borss.Waalk.[5]